# Jean Chastelier
Jean Chastelier, né à Poitiers en 1552 ou 1554 et mort à La Flèche le 26 mai 1629 ou 1630, est un jésuite français. 

## Biographie
Entré dans la Compagnie de Jésus en 1571, il enseigna la philosophie, puis la théologie au collège de Clermont, à Paris, de 1584 à 1590, puis fut recteur du collège de Verdun de 1591 à 1596, vice-provincial, puis provincial de la compagnie à Pont-à-Mousson de 1597 à 1604, premier recteur du collège de La Flèche de 1604 à 1607, chancelier de l'Université de Pont-à-Mousson de 1608 à 1612, conseiller du provincial à Paris de 1613 à 1616, recteur du collège de Caen de 1616 à 1620, puis à nouveau recteur du collège de La Flèche de 1620 à 1629. 
Il fut administrateur, diplomate (membre de la délégation qui rencontra Henri IV à Metz en 1603 pour négocier le retour des jésuites en France), mais aussi d'une envergure intellectuelle certaine (A. Romano met en évidence une correspondance avec le mathématicien Christophorus Clavius). 